# Gustav von Fabeck
Gustav August Theodor Robert von Fabeck (* 23. Oktober 1813 in Ortelsburg; † 10. November 1889 in Potsdam) war ein preußischer Generalleutnant.

## Leben

### Herkunft
Er war der Sohn des späteren preußischen Generalleutnants Carl von Fabeck (1788–1870) und dessen erster Ehefrau Amelie Ottilie Charlotte, verwitwete von Knobloch, geborene von Massenbach (1786–1832).

### Militärkarriere
Fabeck besuchte die Kadettenhäuser in Potsdam und Berlin. Anschließend wurde er am 11. August 1831 als Sekondeleutnant dem 1. Garde-Regiment zu Fuß der Preußischen Armee überwiesen. Hier stieg er bis Mai 1849 zum Hauptmann und Kompaniechef auf. Am 15. September 1854 zum Chef der Leibkompanie ernannt, wurde Fabeck am 30. Dezember 1856 zum Major befördert und vom 3. Januar bis zum 10. August 1857 mit der Führung des II. Bataillons beauftragt. Daran schloss sich eine Verwendung als zweiter Kommandeur des II. Bataillons im 2. Garde-Landwehr-Regiment in Magdeburg an. Am 17. Februar 1859 wurde Fabeck zum Kommandeur des 1. Schlesischen Jäger-Bataillons in Görlitz ernannt. Er war dann vom 20. September 1861 bis zum 9. Februar 1863 Kommandeur des Garde-Schützen-Bataillons, wurde in dieser Stellung zwischenzeitlich am 18. Oktober 1861 zum Oberstleutnant befördert und erhielt anschließend das Kommando über das in Rastatt stationierte Pommersche Füsilier-Regiment Nr. 34. Nach der Beförderung zum Oberst folgte am 9. Januar 1864 seine Versetzung nach Berlin als Kommandeur des Kaiser Franz Garde-Grenadier-Regiments Nr. 2. Dieses Regiment führte Fabeck während des Deutschen Krieges 1866 in den Kämpfen bei Alt-Rognitz, Trautenau, Rudersdorf sowie bei Königgrätz. Für seine Leistungen wurde er nach dem Prager Frieden am 20. September 1866 mit dem Kronenorden III. Klasse mit Schwertern ausgezeichnet.
Unter Stellung à la suite seines Regiments wurde Fabeck am 30. Oktober 1866 zum Kommandeur der neugebildeten 37. Infanterie-Brigade in Oldenburg ernannt. Mit Patent von diesem Tag erfolgte am 31. Dezember 1866 seine Beförderung zum Generalmajor. Am 23. Januar 1870 zeichnete ihn König Wilhelm I. für seine Leistungen in der Truppenführung mit dem Roten Adlerorden II. Klasse mit Eichenlaub aus.
Bei der Mobilmachung anlässlich des Krieges gegen Frankreich erhielt Fabeck kein Frontkommando, sondern wurde als Kommandeur der stellvertretenden 37. Infanterie-Brigade eingesetzt. Zusätzlich war er vom 20. Januar bis zum 3. April 1871 auch als Kommandant von Orléans tätig. Am 6. Juni 1871 wurde Fabeck schließlich unter Verleihung des Charakters als Generalleutnant mit Pension zur Disposition gestellt.

### Familie
Fabeck hatte sich am 22. Mai 1852 in Dresden mit Isidore Wilke (1824–1898) verheiratet. Die Ehe blieb kinderlos.